# صعر

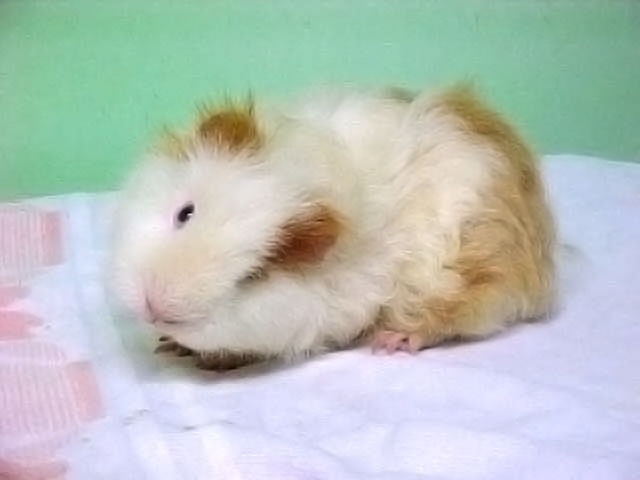
خنزير غينيا يعاني من الصعر

الصَعَر (بالإنجليزية: torticollis)‏ أو انفتال العنق (بالإنجليزية: Collum distortum)‏ أو تخشب العنق هو تشنج مؤلم لعضلات الرقبة، يصيب الصعر غالبًا عضلة الرقبة الكبيرة والمعروفة باسم العضلة القترائية؛ أو القصية الترقوية الخشائية (بالفرنسية: Sternocleidomastoid)‏. يمكن أن يؤثر أيضًا على العضلة شبه المنحرفة (بالإنجليزية: Trapezius muscle)‏.
الحالة الأكثر شيوعًا ليس لها سبب واضح، ويزول الألم وصعوبة إدارة الرأس تدريجيًا بعد عدة أيام، حتى بدون علاج.

## الأعراض والعلامات
الصعر هو إمالة ثابتة أو ديناميكية، الدوران مع ثني أو تمديد الرأس و/أو العنق. نوع الصعر يوصف حسب مواقع الرأس والرقبة.
- laterocollis: الرأس يميل نحو الكتف.
- rotational torticollis (الصعر الدوراني): يدورالرأس على طول المحور الطولي.
- anterocollis: الانحناء الأمامي للرأس والرقبة.[10]
- retrocollis: فرط التمدد في الرأس والرقبة للخلف.[11]

يمكن أن يحدث مزيج من هذه الحركات. يمكن أن يكون الصعر اضطرابًا بحد ذاته أو قد يكون عرضًا فقط في حالات أخرى.
الأعراض الأخرى تشمل:
- ألم الرقبة.
- تشكل عرضي لكتلة.
- سمك العضلة القصية الترقوية الخشائية.
- الآم العمود الفقري.
- الرعاش في الرأس.
- ارتفاعات غير متساوية في الكتف.
- قلة حركة الرقبة.

## الأسباب
قد تؤدي العديدمن الظروف لحدوث الصعر، بما في ذلك التليف العضلي، أو الخلل في العمود الفقري الخلقي، أو الإصابة الدماغية السامة أو الرضحية. التصنيف الدقيق يميز بين الصعر الخلقي والصعر المكتسب.
تشمل الفئات الأخرى:
- العظمي.
- الجرحي.
- CNS/PNS (الجهاز العصبي المركزي/ الجهاز العصبي المحيطي).
- البصري.
- الأنسجة اللينة غير العضلية.
- المتقطع.
- بسبب الأدوية.

### الصعر العضلي الخلقي
الصعر الخلقي العضلي هو الصعر الأكثر شيوعًا الموجود عندالولادة. سبب صعر العضلات الخلقي غير واضح. يعتبر حدوث رضح أثناء الولادة أو تغير المكان لمكان خاطئ داخل الرحم سبب لتليف العضلة القصية الترقوية الحلمية في العنق. تحدث تغيرات أخرى في الأنسجة العضلية من الرضوح الصغيرة المتكررة داخل الرحم أو التغير المفاجئ في تركيز الكالسيوم في الجسم مما يسبب فترة طويلة من تقلص العضلات.
أي من هذه الآليات قد تؤدي إلى تقصير أو التقلص المفرط للعضلة القصية الترقوية الخشائية، والتي تحد من نطاق حركتها في كل من الدوران والانحناء الجانبي. يميل الرأس عادةً في الانحناء الجانبي نحو العضلة المصابة ويدور في الاتجاه المقابل. بعبارة أخرى في الاتجاه نحو العضلة المقصرة مع الذقن مائل في الاتجاه المقابل.
يظهر الصعر الخلقي في العمر ما بين 1-4 أسابيع وتتكون كتلة صلبة عادةً. يتم تشخيصه عادةً باستخدام التصوير بالموجات فوق الصوتية والرسم البياني بالألوان أو بالفحص السريري.
الصعر الخلقي يشكل غالبية الحالات التي يتم رؤيتها في الممارسة الطبية. The reported incidence of congenital torticollis is 0.3-2.0%. معدل حدوث الصعر الخلقي هو 0.3-2.0%. في بعض الأحيان لوحظ وجود كتلة تشبه ورم القصية الترقوية الخشائية، في العضلات من عمر إسبوعين إلى 4 أسابيع. يختفي تدريجيًا بعد 8 أشهر ولكن يترك العضلة متليفة.

### الصعر المكتسب
قد ينتج الصعر العضلي الغير متجانس من ندبات أو أمراض في الفقرات العنقية أو التهاب الغدد اللمفاوية أو التهاب اللوزتين أو الروماتيزم أو تضخم عنق الرحم أو خراج خلف البلعوم أو ورم المخيخ. قد يكون متقطع (clonic) أو دائم (tonic)، والأخير قد يكون بسبب مرض بوت (Pott disease) (سل العمود الفقري).
- إن الشكل التلقائي المحدد ذاتيًا الذي يحدث بواحد أو أكثر من عضلات الرقبة المؤلمة يكون هو الأكثر شيوعًا (تصلب الرقبة) وسيمر تلقائيًا خلال 1-4 أسابيع.عادة ما تشارك العضلة القصية الترقوية الخشائية أو العضلات شبه المنحرفة.
- يمكن لأورام قاعدة الجمجمة (أورام الحفرة الخلفية) أن تضغط على الإمداد العصبي إلى الرقبة وتسبب الصعر، ويجب أن تعالج هذه المشاكل جراحيًا.
- قد تسبب العدوى في البلعوم الخلفي تهيج الأعصاب التي تغذي عضلات الرقبة وتسبب صعرًا، ويمكن علاج هذه العدوى بالمضادات الحيوية إذا لم تكن شديدة جدًا، ولكنها قد تتطلب التنضير الجراحي في الحالات المستعصية.
- يمكن أن تسبب التهابات الأذن والإزالة الجراحية للزائدة الأنفية كيانًا يعرف باسم متلازمة جريسيل، وهو تحرك جزئي المفاصل العلوية العنقية، في الأغلب مفصل الـatlantoaxial، بسبب التراخي الالتهابي للأربطة التي تسببها العدوى.[20]
- يمكن أن يسبب استخدام بعض الأدوية، مثل مضادات الذهان الصعر.[21]
- هناك العديد من الأسباب النادرة الأخرى للصعر. سبب نادر جدًا للصعر المكتسب هو ((fibrodysplasia ossificans progressiva (FOP)، السمة المميزة هي الأصابع الكبيرة المشوهة.

### الصعر التشنجي
الموضوع الرئيسي:انفتال العنق المتشنج
الصعر المتكرر ولكنه عابر لعضلات الرقبة وخاصةً للقصية الترقوية الخشائية يطلق عليه الصعر التشنجي (spasmodic torticollis). المرادفات هي «الصعر المتقطع»، «خلل عنق الرحم» أو «خلل عنق الرحم مجهول السبب»، حسب السبب.

### صعر العصب البضعي
قد يكون الصعر غير مرتبط بالعضلة القصية الترقوية الخشائية، بدلًا من ذلك يكون السبب هو تلف العصب الرباعي (العصب القحفي الرابع)، الذي يزود العضلة المائلة العليا للعين. وتشارك العضلة المائلة المتفوقة في انخفاض وتدخل العين. سيصاب الشخص المصاب بمشاكل في الرؤية ما لم يقم بإبعاد رأسه عن الجانب المتأثر، مما يتسبب في تداخل في العين. ويمكن تشخيص ذلك من خلال اختبار Bielschowsky، الذي يُطلق عليه أيضًا اختبار ميل الرأس، حيث يتم تحويل الرأس إلى الجانب المصاب. يحدث اختبار إيجابي عندما ترتفع العين المصابة، ويبدو أنها تطفو.

## تشريح
التشويه التشريحي الكامن وراء الصعر هو العضلة القصية الترقوية الحلمية.هذه هي عضلة الرقبة التي تنشأ في القص والترقوة وتدخل في الناتئ الخشائي للعظم الصدغي على نفس الجانب. هناك اثنان من العضلة القصية الترقوية الخشائية في الجسم البشري وعندما ينقبضان يلتوي العنق. مصدر الدم الرئيسي لهذه العضلات يأتي من الشريان القذالي، الشريان الدرقي العلوي، الشريان الكتفي المستعرض والشريان العنقي المستعرض. الأعصب الرئيسية المغذية لهذه العضلات هي من العصب القحفي الحادي عشر (العصب الإضافي) لكن الأعصاب الثانية والثالثة والرابعة تدخل أيضًا. يمكن أن تؤدي الأمراض في إمدادات الدم والأعصاب هذه إلى الصعر.

## التشخيص
يبدأ تقييم الطفل المصاب بالصعر بتاريخ المرض لتحديد الظروف المحيطة بالولادة وأي احتمال لوجود صدمة أو أعراض مرتبطة بها. الفحص البدني يكشف عن تناقص وانخفاض الانحناء إلى الجانب المعاكس من العضلات المصابة. يقول البعض أن الحالات الخلقية غالباً ما تصيب الجانب الأيمن، ولكن لا يوجد اتفاق كامل حول ذلك في الدراسات المنشورة. يجب أن يشمل التقييم فحصًا عصبيًا شاملًا، كما يجب فحص إمكانية وجود حالات مرتبطة مثل خلل التنسج النمائي للورك والقدم الحنفية. يجب الحصول على صور بالأشعة للعمود الفقري العنقي لاستبعاد وجود خلل عظمي واضح، ويجب أخذ التصوير بالرنين المغناطيسي في الاعتبار إذا كان هناك قلق بشأن مشاكل هيكلية أو ظروف أخرى.
الموجات فوق الصوتية هي أداة تشخيصية أخرى ذات موجات صوتية عالية التردد تستخدم لتصور الأنسجة العضلية. يمكن أيضا استخدام الرسم البياني الملون لتحديد مساحة المقطع العرضي وسماكة العضلات.
يجب أخذ تقييم من قبل طبيب العيون أو طبيب العيون عند الأطفال للتأكد من أن الصعر لا ينتج عن مشاكل في الرؤية (شلل العصب القحفي الرابع، المرتبط بـ «الوضع الفارغ»، الخ).
التشخيص التفريقي للصعر يتضمن:
- العصب القحفي الرابع.
- تشنج ايمائي.
- متلازمة سانديفر.
- الوهن العضلي الوبيل.

يُعتقد أن خلل التوتر العنقي الذي يظهر في مرحلة البلوغ يكون مجهول السبب بطبيعته، نظرًا لأن تقنيات التصوير المحددة لا تجد في الغالب سببًا محددًا.

## العلاج
في البداية، يتم التعامل مع الحالة مع العلاج الفيزيائي، مثل التمدد للتخلص من الشد، وتدريبات التقوية لتحسينالتوازن في العضلات، والتعامل معها لتحفيز التماثل. يتم تطبيق طوق TOT في بعض الأحيان. إن البدء المبكر للعلاج مهم للغاية من أجل الشفاء التام وتقليل فرصة الانتكاس.

### العلاج البدني
العلاج الطبيعي هو خيار لعلاج صعر دون جراحة وفعال من حيث التكلفة.في حين أن العلاج الطبيعي للرضيع في العيادات الخارجية فعال، إلا أن العلاج المنزلي الذي يقوم به أحد الوالدين أو الوصي هو فعّال بشكل مماثل في عكس تأثيرات الصعر خلقي. يمكن استعادة انثناء الرقبة الجانبية والنطاق العام للحركة بشكل أسرع في الأطفال حديثي الولادة عند إجراء الوالدين تمارين العلاج الطبيعي عدة مرات في اليوم.
يجب على المعالجين الفيزيائيين تعليم الآباء والأوصياء القيام بالتمارين التالية:
- تمدد العضلات في وضعية الانبطاح.
- تمدد العضلات في وضع جانبي تدعمها وسادة (يكون كيد الأطفال على الجانب مع الرقبة مدعومًا بالوسادة). يجب أن يكون الجانب المتضرر ضد الوسادة لتحريف العنق نحو الجانب غير المتأثر.
- يجب التحكم في الوضع في عربات الأطفال ومقاعد السيارات والأراجيح (باستخدام وسادة الرقبة أو البطانيات على شكل حرف U لتثبيت الرقبة في وضع محايد)
- تمارين الدوران النشطة في وضع الاستلقاء أو الجلوس أو الانبطاح (استخدام الألعاب والأضواء والأصوات لجذب انتباه الرضيع لتحويل الرقبة والتطلع إلى الجانب غير المتأثر)

## التنبؤ بحدوثه
تظهر الدراسات والأدلة من الفحص السريري أنه يتم حل 85-90 ٪ من حالات صعر خلقي مع العلاج المحافظ. من الممكن أن يزول الصعر بشكل طبيعي ولكن فرص تكراره موجودة.

## حيوانات أخرى
في الأدب البيطري عادة ما يطلق على الانحناء الجانبي للرأس والرقبة صعر، في حين أن التناظرية إلى صعر دوار في البشر تسمى ميل الرأس. الشكل الأكثر شيوعا لصعر الحيوانات الأليفة المحلية هو ميل الرأس، ولكن في بعض الأحيان يتم مواجهة انحناء جانبي للرأس والرقبة إلى جانب واحد.

## وصلات خارجية
- الصعر من موقع Doctissimo